# 카넴-보르누 제국
카넴-보르누 제국은 기원전 600년부터 기원후 1899년까지 중앙아프리카 일대에 존재하던 이슬람 왕국으로, 오늘날의 리비아 남부와 니제르 동부, 나이지리아 북동부, 카메룬 북부, 차드의 차드호 유역에 위치했던 왕국이었다. 이 왕국은 오늘날 리비아, 니제르, 차드, 나이지리아의 역사에 포함된다.

## 역사
1851년 독일의 탐험가 헨리치 베스에 의해 알려졌다. 헨리치 베스는 카넴-보르누 제국을 긍정적으로 묘사했다. 그러나 갈수록 세력을 확장하고 있던 프랑스는 그들과의 의견 차이를 이유로 카넴-보르누 제국을 침공했다. 카넴-보르누 제국은 프랑스에게서 맞써 싸운 몇몇 전투에서 승리했지만 프랑스 측은 니제르(니아메 주변)와 알제리에서 병력을 끌어 오면서 승리할 수 있었다. 결국 1899년과 1900년 사이에 이 왕국은 이웃 와다이 왕국과 함께 정복되었다.

## 경제
카넴-보르누 제국의 경제는 노예 무역이 주를 이루었다. 사하라 사막 횡단 루트를 통하여 노예 무역을 하면서 국가 수입의 주 원천으로 삼았다. 그 외에도 말, 머스켓, 목화 등을 이웃 부족이나 왕국과 교역해 더 많은 부를 얻었다. 그들은 이를 위해 차드 호를 안전하게 만드는 것을 최우선으로 삼았다. 여전히 차드 호 주변이 경제적으로 쇠퇴한 오늘과는 달리 그 때만 해도 차드 호 주변은 중요한 경제적 기점이였다. 투아레그족, 베르베르족, 풀라니족 등 수 많은 서아프리카와 사하라 사막의 민족들이 교역을 위해 모여들었다. 그들은 중요성을 알고 이 지역의 보호를 위해 적극적인 노력을 했다.

## 문화
그들의 문화는 매우 융성했다. 그래서 이들 왕족의 이야기를 다룬 서사시가 널리 알려졌다. 그들의 서사시는 널리 아랍 이슬람 국가의 왕족들 사이에서 애창되었다. 대략적인 내용은 왕(마이)로 인해 발전한 차드 호 주변 경제상과 조공을 바치로 오는 정복된 부족들의 이야기이다.